# Avenir du Congo
Avenir du Congo (en abrégé ACO) est un parti politique de la République démocratique du Congo. Il a été créé en 2009 par Patrick Bologna Rafiki qui en est l'actuel président et 25 cofondateurs.

## Idéologie
L’ACO prône un projet de société, basé sur le libéralisme économique à visage humain, la libre entreprise et une économie de marché décentralisée.[réf. nécessaire]

## Front commun
En juillet 2018 le parti signe la charte constitutive du Front commun pour le Congo (FCC) et se joint au parti présidentiel pour la Reconstruction et la Démocratie (PPRD) et à l'Alliance des forces démocratiques du Congo (AFDC).